# Марянське-Пожече
Марянське-Пожече (пол. Mariańskie Porzecze) — село в Польщі, у гміні Вільґа Ґарволінського повіту Мазовецького воєводства.
Населення — 252 особи (2011).
У 1975-1998 роках село належало до Седлецького воєводства.

## Демографія
Демографічна структура станом на 31 березня 2011 року:
|          | Загалом | Допрацездатний вік | Працездатний вік | Постпрацездатний вік |
| -------- | ------- | ------------------ | ---------------- | -------------------- |
| Чоловіки | 118     | 28                 | 74               | 16                   |
| Жінки    | 134     | 29                 | 78               | 27                   |
| Разом    | 252     | 57                 | 152              | 43                   |